# Tomonoura

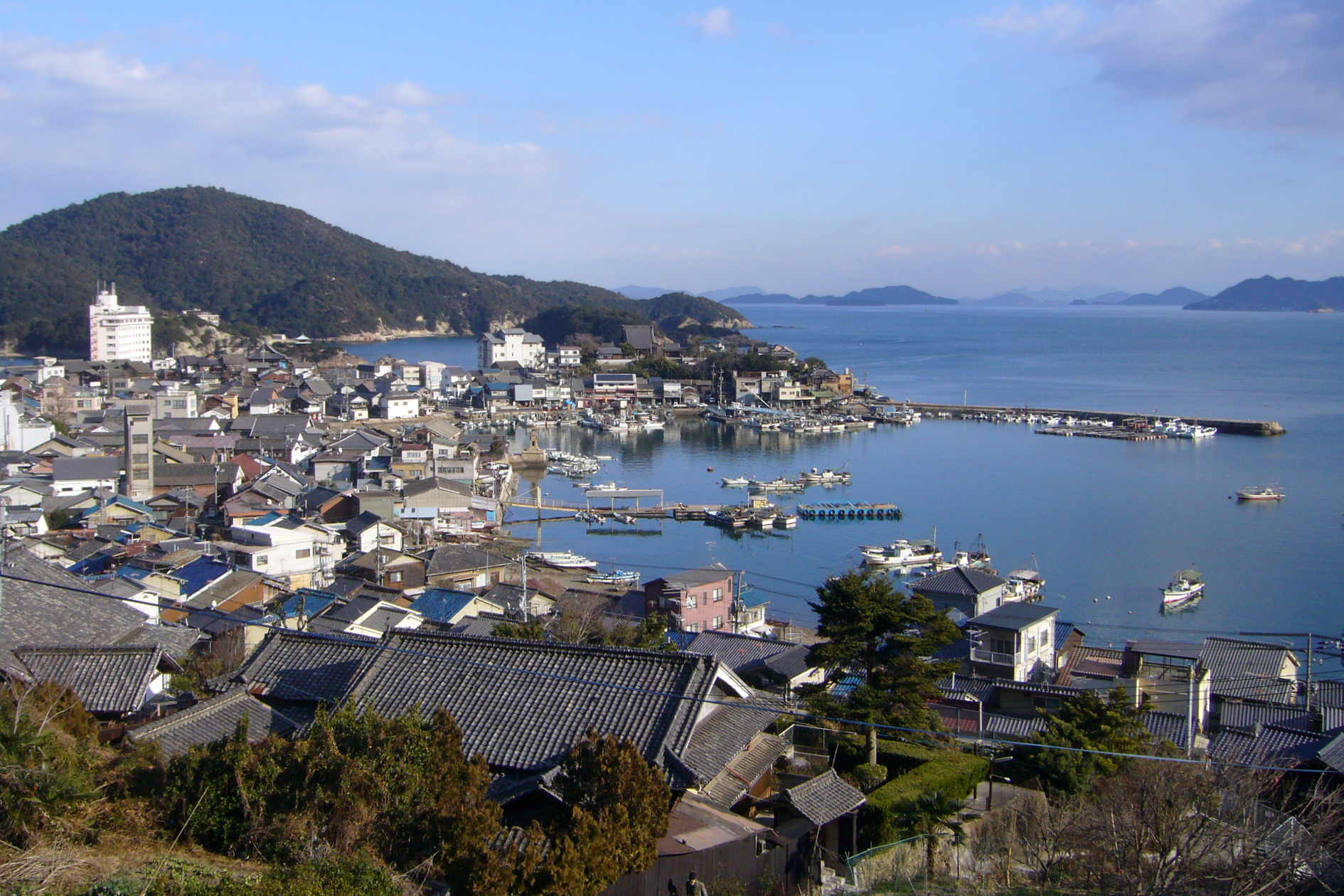
Tomonoura, sowie hinten links die Insel Sensui-jima

Tomonoura (jap. 鞆の浦, dt. „Bucht von Tomo“) ist ein Hafen, in diesem Kontext auch Tomonotsu (鞆の津, dt. „Hafen von Tomo“) genannt, sowie eine Meeresregion die südöstlich der Numakuma-Halbinsel der japanischen Präfektur Hiroshima liegt. Der Hafenort bildet den Ortsteil Tomo-chō der 1956 nach Fukuyama eingemeindet wurde.

## Geschichte
Der Ort findet Erwähnung in mehreren Gedichten der im Jahr 759 zusammengestellten Anthologie Man’yōshū, wo er auch mit dem Namen Shiomachi (no) minato (潮待ちの港, „Hafen des Wartens auf die Flut“) bezeichnet wird. Aufgrund seiner Lage war er wichtiger Zwischenstopp von ausländischen Gesandtschaften aus dem Königreich Ryūkyū, Korea oder der Niederländischen Ostindien-Kompanie, den als einzigen Europäern der Zutritt nach Japan erlaubt wurde, auf deren Weg zur japanischen Hauptstadt.

## Sehenswürdigkeiten
Tomonoura ist ein bedeutender Tourismusort auf Grund der landschaftlichen Schönheit der vorgelagerten Inseln, die 1925 als Tomokōen (鞆公園, „Tomo-Park“) mit der Kulturgutklassifizierung „Schöne Landschaft“ (名勝, meishō) ausgezeichnet wurden und seit 1934 Teil des Setonaikai-Nationalparks sind.
Historisch bedeutsam sind auch die noch erhaltenen Hafenanlagen aus der Edo-Zeit, wie dem Wellenbrecher/Hafenmauer (波止, hato), der treppenartigen Anlegestelle (雁木, gangi), die ein Beladen bei Ebbe und Flut erlaubte, dem Reparaturdock (焚場, tadeba), dem Kontrollposten (船番所, funabansho) der Hafeneinfahrt und dem Leuchtturm (燈籠塔, tōrodō).
Weitere Sehenswürdigkeiten sind der Nunakuma-Schrein (沼名前神社, Nunakuma-jinja), dessen Nō-Bühne als Wichtiges Kulturgut Japans ausgezeichnet ist, der 1273 errichtete buddhistische Tempel Ankoku-ji (安国寺), mit der Haupthalle als Wichtiges Kulturgut Japans, sowie der Benten-dō (弁天堂) auf der unbewohnten Insel Benten-jima der der Schutzgöttin der Fischer Benten geweiht ist. Im Hafen befindet sich die Heisei Iroha-maru (平成いろは丸), die als Fähre mehrfach täglich zur Insel Sensui-jima fährt und eine Nachbildung der historischen Iroha-maru von Sakamoto Ryōmas Privatmarine Kaientai ist.

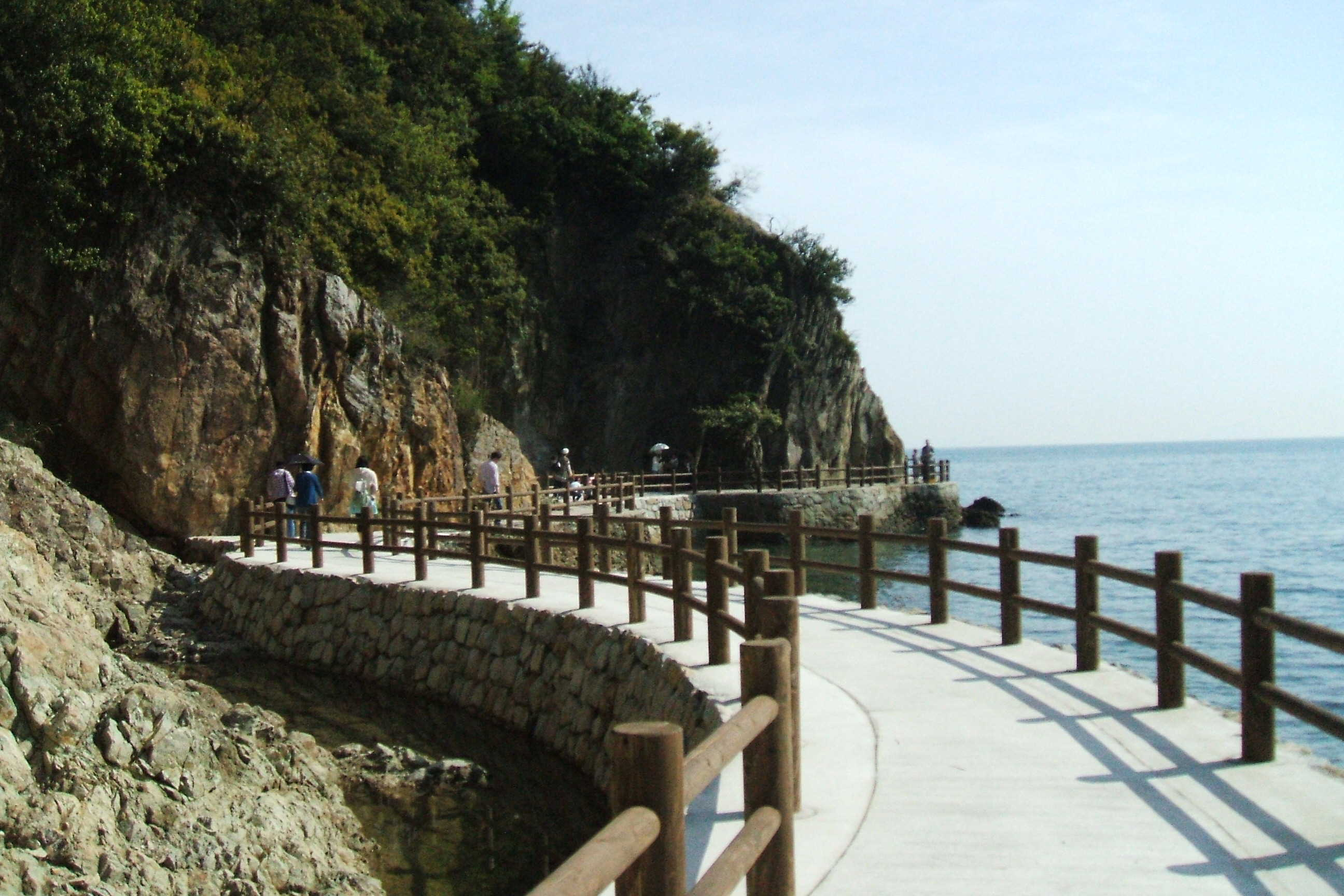
Wanderweg an der Küste von Sensui-jima
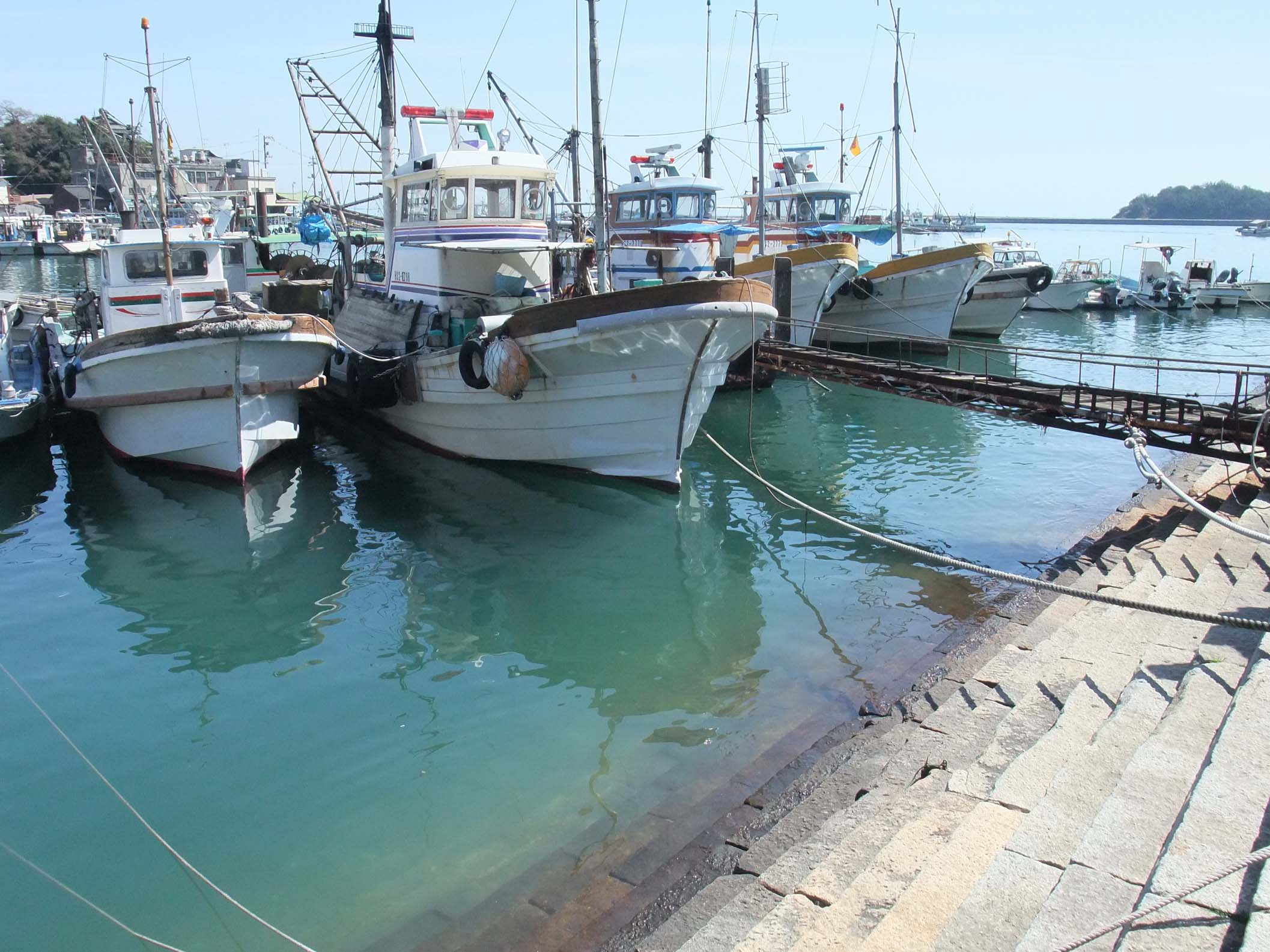
Treppenartige Anlegestelle
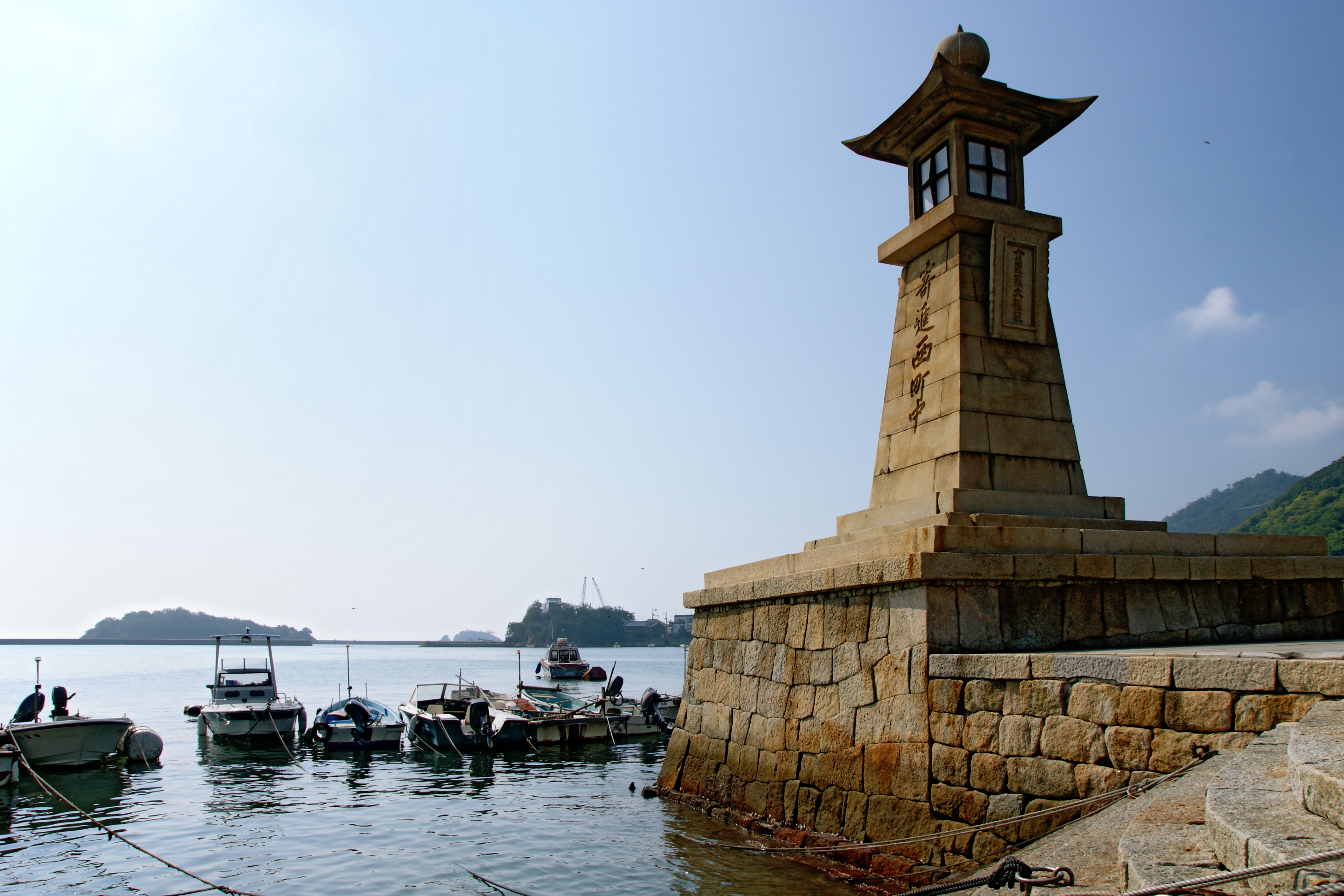
Leuchtturm
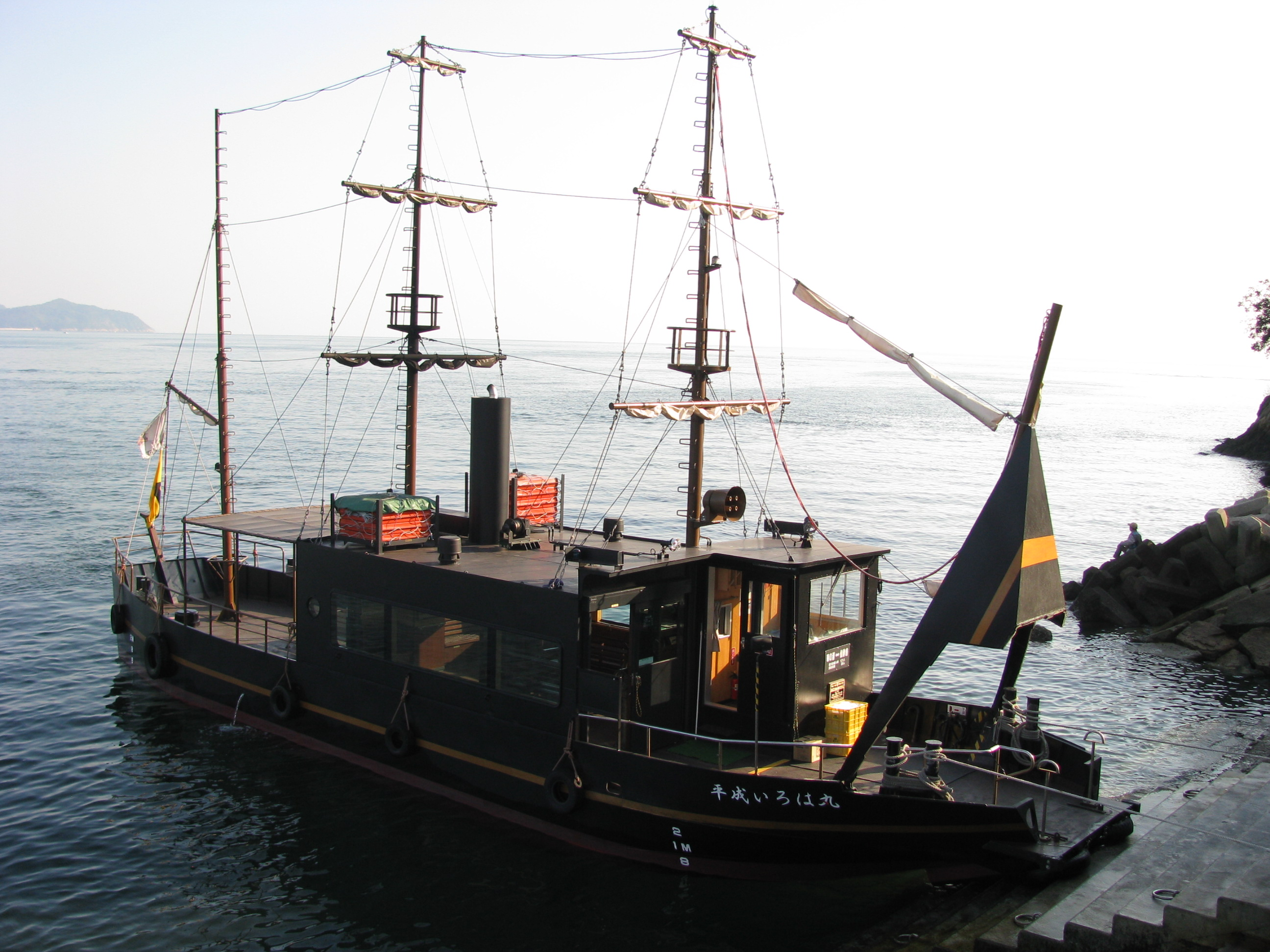
Heisei Iroha-maru
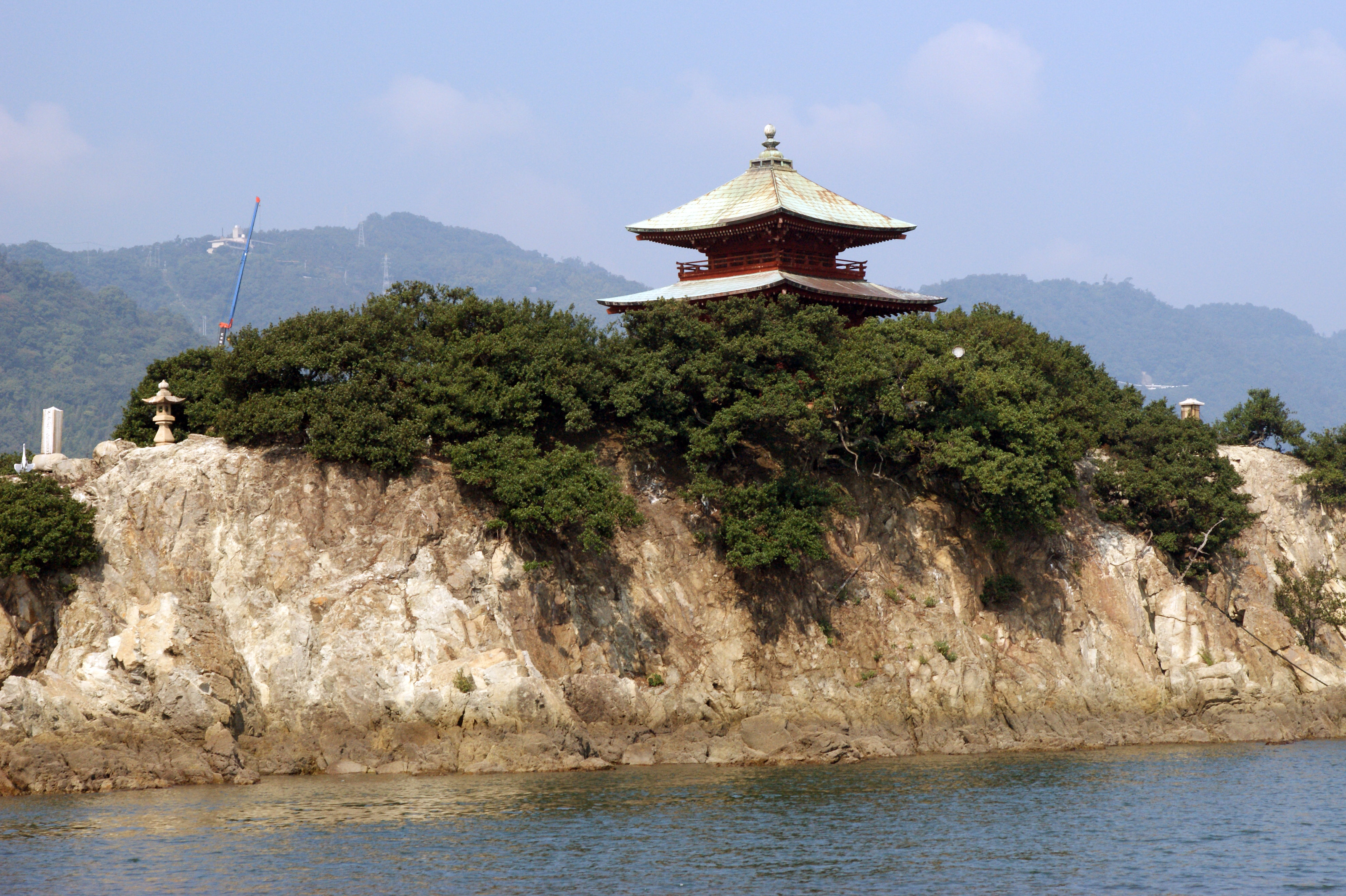
Benten-shima mit der Benten-dō
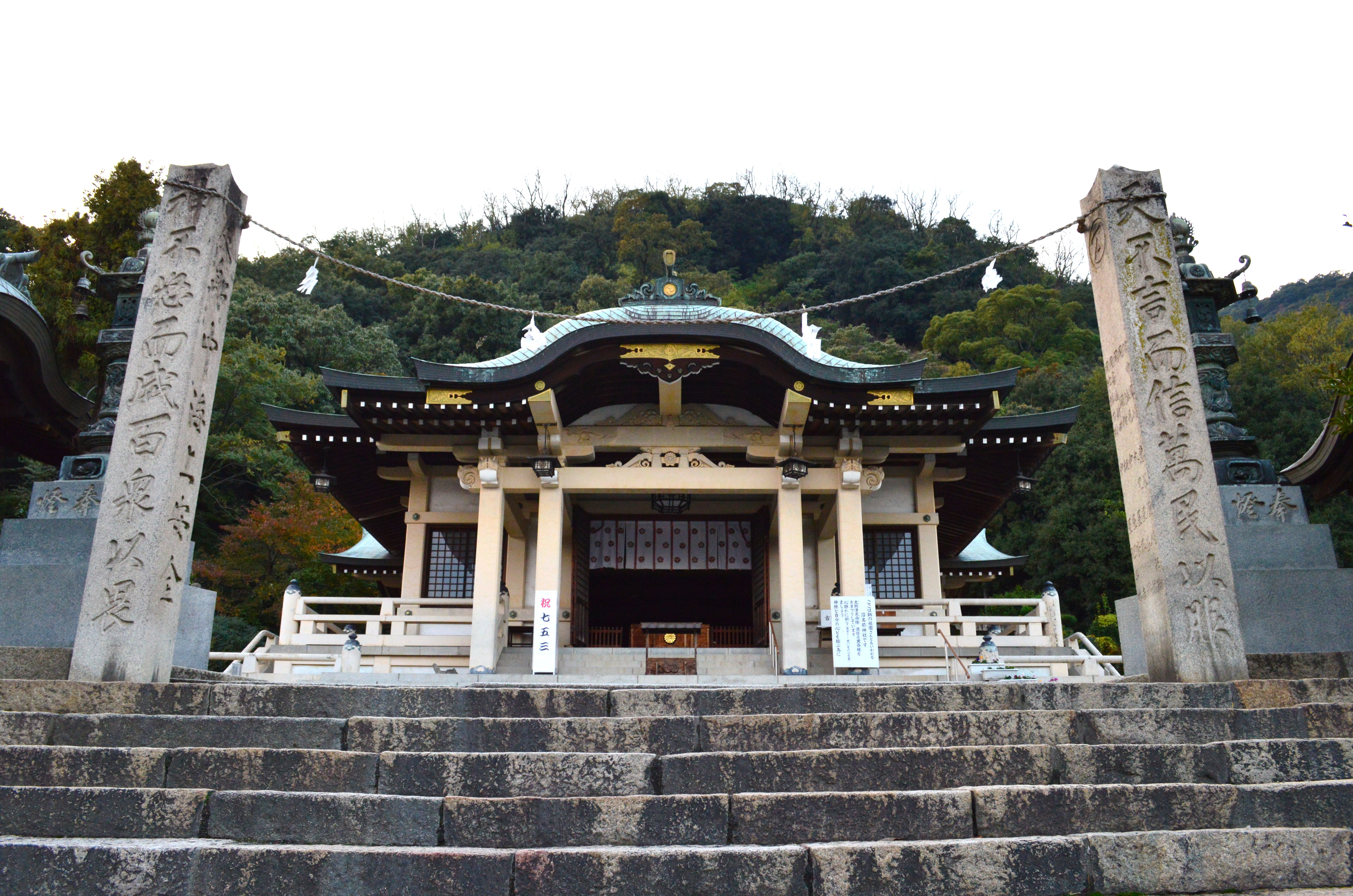
Gebetshalle (haiden) des Nunakuma-Schreins

## Inseln
Zum Meeresgebiet gehören folgende sechs Inseln. Die Inseln sind heute unbewohnt, wobei Sensui-jima 1995 noch Einwohner zu verzeichnen hatte.
| Name                                        | japanisch | Fläche [km²] | Höhe [m] | Koordinaten                   |
| ------------------------------------------- | --------- | ------------ | -------- | ----------------------------- |
| Sensui-jima                                 | 仙酔島    | 0,92         | 158,7    | 34° 22′ 58″ N, 133° 23′ 49″ O |
| Kōgō-shima                                  | 皇后島    | 0,015        | 30       | 34° 22′ 50″ N, 133° 23′ 24″ O |
| Tamatsu-shima                               | 王津島    | 0,010        | 15       | 34° 22′ 33″ N, 133° 22′ 49″ O |
| Benten-jima                                 | 弁天島    | 0,002        | ?        | 34° 22′ 59″ N, 133° 23′ 11″ O |
| Tsutsuji-shima                              | つつじ島  | 0,006        | 25       | 34° 22′ 44″ N, 133° 24′ 21″ O |
| Tsugaru-shima                               | 津軽島    | 0,006        | ?        | 34° 22′ 9″ N, 133° 22′ 30″ O  |
| Karte mit allen Koordinaten: OSM \| WikiMap |           |              |          |                               |

Östlich liegen die Kasaoka-Inseln, südöstlich die Hashirijima-Inseln und westlich – auf der gegenüberliegenden Seite der Halbinsel – die Bingojima-Inseln.